# Championnat du monde des solutionnistes

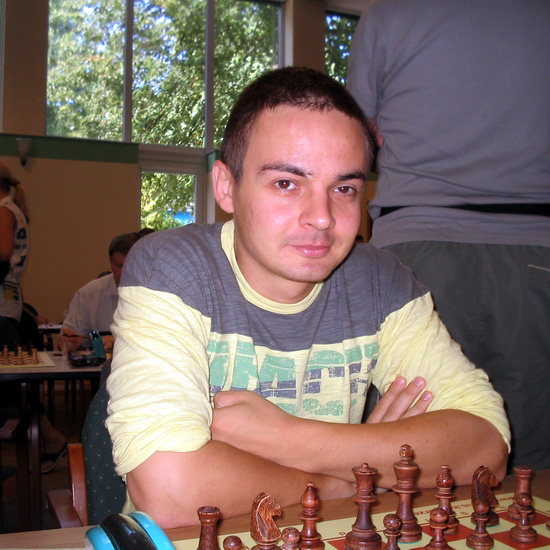
Piotr Murdzia, gagnant des Championnats du monde des solutionnistes de 2002, 2005, 2006, 2008, 2009, 2012, 2013 et 2018

Le championnat du monde des solutionnistes ou de résolution de problèmes d'échecs est organisé par la commission permanente pour la composition échiquéenne de la Fédération internationale des échecs (devenue en 2010 la Fédération mondiale pour la composition échiquéenne).

## Organisation
Il se déroule en six rondes :
- Ronde 1 : 3 mats en 2 coups (temps de résolution = 20 minutes)
- Ronde 2 : 3 mats en 3 coups (temps de résolution = 60 minutes)
- Ronde 3 : 3 études d'échecs (temps de résolution = 100 minutes)
- Ronde 4 : 3 mats aidés (h#2, h#3, h#>3) (temps de résolution = 50 minutes)
- Ronde 5 : 3 multicoups (#4, #5 et libre) (temps de résolution = 80 minutes)
- Ronde 6 : 3 mats inverses (s#2, s#3, s#>3) (temps de résolution = 50 minutes)

Il n'y a aucun problème féerique et aucun élément d'analyse rétrograde.
Chaque problème complètement résolu rapporte 5 points. Une solution incomplète (quand il manque des variantes ou dans le cas d'un problème à plusieurs solutions) rapporte moins.
En cas d'égalité, les participants ex aequo sont départagés par le temps.
Ce sont les mêmes problèmes qui servent de support au championnat individuel et au championnat par équipes. Une équipe est composée de 2 ou 3 joueurs de même nationalité. Le nombre de points d'une équipe est obtenu en prenant pour chaque ronde les points des deux meilleurs solutionnistes de l'équipe.

## Palmarès
Note : pas de championnat en 2020 pour cause de crise du Covid.

### Par équipes
- 1977 :  Finlande
- 1978 :  Finlande
- 1979 :  Allemagne de l'Ouest
- 1980 :  Israël
- 1981 :  Finlande
- 1982 :  Yougoslavie
- 1983 :  Finlande
- 1984 :  Finlande
- 1985 :  Finlande
- 1986 :  Grande-Bretagne
- 1987 :  Allemagne de l'Ouest
- 1988 :  Allemagne de l'Ouest
- 1989 :  Union soviétique
- 1990 :  Grande-Bretagne et  Union soviétique
- 1991 :  Union soviétique
- 1992 :  Russie
- 1993 :  Allemagne
- 1994 :  Allemagne
- 1995 :  Finlande
- 1996 :  Israël
- 1997 :  Israël
- 1998 :  Israël
- 1999 :  Russie
- 2000 :  Allemagne
- 2001 :  Israël
- 2002 :  Allemagne
- 2003 :  Russie
- 2004 :  Israël
- 2005 :  Grande-Bretagne
- 2006 :  Grande-Bretagne
- 2007 :  Grande-Bretagne
- 2008 :  Russie
- 2009 :  Pologne
- 2010 :  Pologne
- 2011 :  Pologne
- 2012 :  Pologne
- 2013 :  Pologne
- 2014 :  Pologne
- 2015 :  Pologne
- 2016 :  Pologne
- 2017 :  Pologne
- 2018 :  Pologne
- 2019 :  Pologne
- 2021 :  Russie
- 2022 :  Pologne[1]
- 2023 :  Pologne
- 2024 :  Grande-Bretagne

### Compétition mixte
Le classement individuel ne donne officiellement le titre de champion du monde que depuis 1983.
- 1983 :  Roland Baier (en)
- 1984 :  Kari Valtonen (en)
- 1985 :  Ofer Comay (en)
- 1986 :  Pauli Perkonoja (en)
- 1987 :  Michel Caillaud
- 1988 :  Michael Pfannkuche (en)
- 1989 :  Gueorgui Ievseïev
- 1990 :  Gueorgui Ievseïev
- 1991 :  Gueorgui Ievseïev
- 1992 :  Pauli Perkonoja
- 1993 :  Michael Pfannkuche
- 1994 :  Arno Zude (en)
- 1995 :  Pauli Perkonoja
- 1996 :  Noam Elkies
- 1997 :  Jonathan Mestel
- 1998 :  Gueorgui Ievseïev
- 1999 :  Ofer Comay
- 2000 :  Michel Caillaud
- 2001 :  Jorma Paavilainen (en)
- 2002 :  Piotr Murdzia
- 2003 :  Andreï Selivanov (en)
- 2004 :  John Nunn
- 2005 :  Piotr Murdzia
- 2006 :  Piotr Murdzia
- 2007 :  John Nunn
- 2008 :  Piotr Murdzia
- 2009 :  Piotr Murdzia
- 2010 :  John Nunn
- 2011 :  Kacper Piorun
- 2012 :  Piotr Murdzia
- 2013 :  Piotr Murdzia
- 2014 :  Kacper Piorun
- 2015 :  Kacper Piorun
- 2016 :  Kacper Piorun
- 2017 :  Kacper Piorun
- 2018 :  Piotr Murdzia
- 2019 :  Piotr Górski
- 2021 :  Danila Pavlov
- 2022 :  Danila Pavlov[1]
- 2023 :  Danila Pavlov
- 2024 :  Kacper Piorun

### Compétition femmes
- 2022 :  Anna Choukhman [1]
- 2023 :  Anna Choukhman
- 2024 :  Anna Lickova (12 ans)[2].

### Compétition seniors
- 2022 :  Jorma Paavilainen (en)[1]
- 2023 :  Jorma Paavilainen (en)
- 2024 :  John Nunn[2]

### Compétition juniors
- 2022 :  Danila Pavlov[1]
- 2023 :  Danila Pavlov
- 2024 :  Ilija Serafimovic[2]